# Доводы рассудка (фильм, 1995)
«До́воды рассу́дка» (англ. Persuasion) — третья телеэкранизация романа «Доводы рассудка» британской романистки Джейн Остин производства канала BBC.
Режиссёр Роджер Мичелл старался строго следовать роману.
Телефильм снимался в одно время с телесериалом «Гордость и предубеждение», в результате актёрам обеих кинолент приходилось ждать свободного костюма.
Экранизация не была так популярна как вышедшая в то же время адаптация «Разума и чувств».
Актриса Сьюзан Флитвуд скончалась после выхода кинофильма, это была её последняя роль.
В США фильм 27 сентября 1995 года был пущен в кинопрокат компанией Sony Pictures Classics, собрав в итоге $5,269,757

## Сюжет
Главная героиня фильма — умная, добродетельная, весьма скромная Энн Эллиот. Она дочь напыщенного баронета-фата. В начале фильма мы узнаём, что девять лет назад Энн отклонила предложение руки и сердца некоего Фредерика Уэнтуорта, так как молодой человек был беден и не знатен. И вот теперь Фредерик возвращается в эти места: он дослужился до чина капитана и заработал состояние. Капитан Уэнтуорт намерен жениться. Волей-неволей молодым людям придётся сталкиваться. Фредерик холоден с Энн, но учтив и, к огорчению мисс Эллиот, кажется, ухаживает за юной сестрой зятя Луизой.
Тем временем за самой Энн ухаживает ранее не жалуемый семейством Эллиот кузен Уильям. Однако, таким образом молодой человек желает лишь унаследовать состояние новообретённой родни.
В конце фильма капитан Уэнтуорт пишет письмо Энн, в котором признаётся, что все эти годы любил лишь её. В заключительной сцене мистер и миссис Уэнтуорт находятся на корабле и очень счастливы.

## В ролях
- Аманда Рут — Энн Эллиот
- Киаран Хайндс — капитан Фредерик Уэнтуорт
- Фиона Шоу — София Крофт
- Джон Вудвайн[англ.] — адмирал Крофт
- Сьюзан Флитвуд — леди Расселл
- Корин Редгрейв — сэр Уолтер Эллиот
- Фелисити Дин — миссис Клей
- Сэмюэл Уэст — Уильям Эллиот
- Фиби Николлс[англ.] — Элизабет Эллиот
- Софи Томпсон — Мэри Масгроу
- Саймон Расселл Бил — Чарльз Масгроу
- Роджер Хаммонд — мистер Масгроу
- Джуди Корнуэлл — миссис Масгроу
- Эмма Робертс — Луиза Масгроу
- Виктория Хэмилтон — Генриетта Масгроу
- Роберт Гленистер — капитан Харвилл
- Салли Джордж — миссис Харвилл
- Ричард МакКейб — Джеймс Бенвик
- Хелен Шлезингер — миссис Смит
- Дарлин Джонсон — леди Далримпл
- Джейн Вуд — сиделка Рук
- Дэвид Коллингс — мистер Шеперд, поверенный
- Роджер Ллевеллин — сэр Генри Уиллоуби

## Награды и номинации[3]
Критики тепло восприняли ленту.
- 1996 — BAFTA Awards — Победитель — BAFTA TV Award — Best Single Drama — Фиона Финли, Роджер Мичелл и Ник Диа
- 1996 — BAFTA Awards — Победитель — BAFTA TV Award — Best Photography and Lighting (Fiction/Entertainment) — Джон Дэйли
- 1996 — BAFTA Awards — Победитель — BAFTA TV Award — Best Costume Design — Александра Бирн
- 1996 — BAFTA Awards — Победитель — BAFTA TV Award — Best Design — Уильям Дадли и Брайан Сакс
- 1996 — BAFTA Awards — Победитель — BAFTA TV Award — Best Original Television Music — Джереми Сэмс
- 1996 — BAFTA Awards — Номинация — BAFTA TV Award — Best Make Up — Джин Спик